# Pufendorfinstitutet

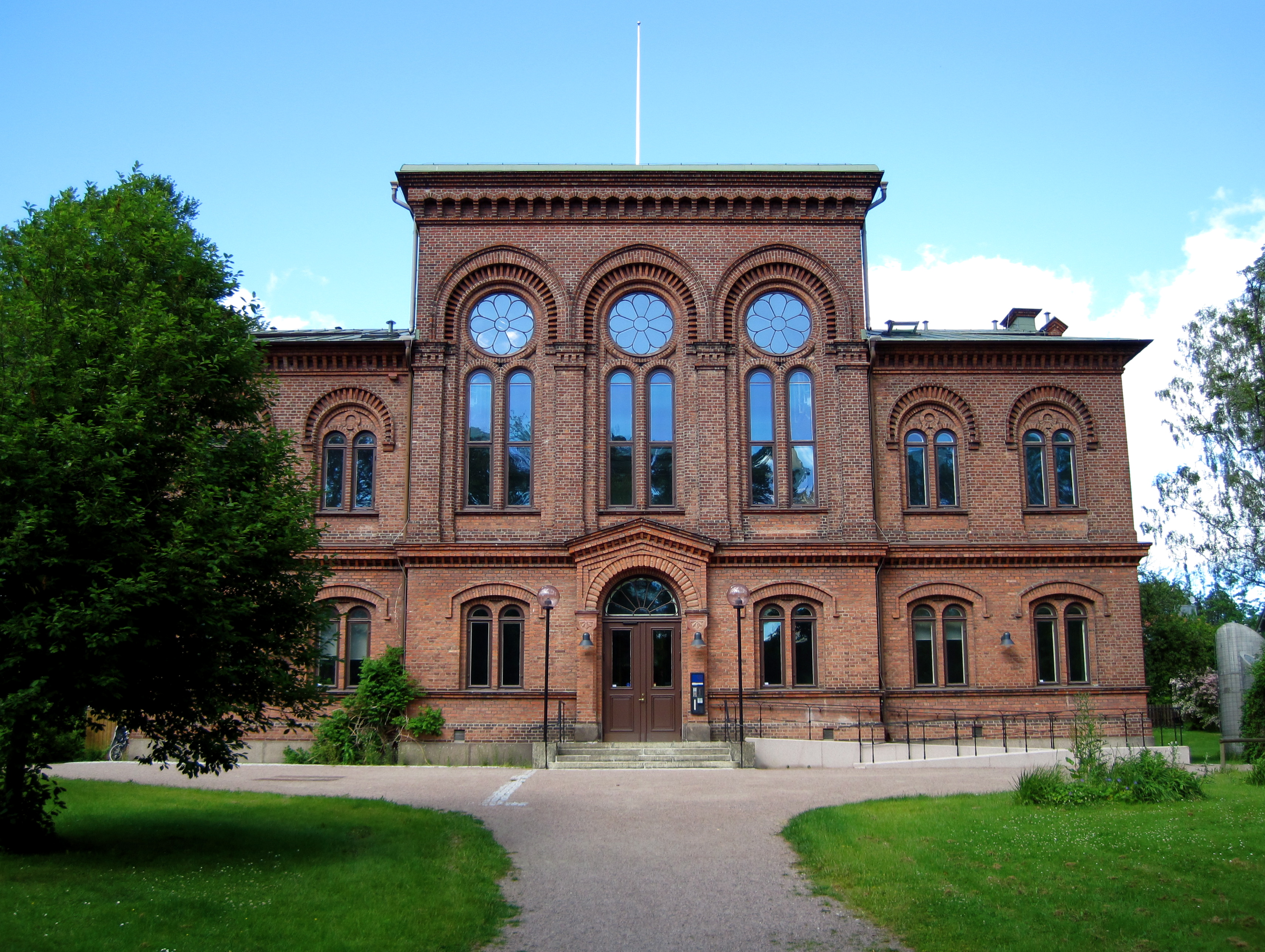
Pufendorfinstitutet sett från Biskopsgatan.

Pufendorfinstitutet är ett forskningsinstitut inom Lunds universitet etablerat 2008 med syfte att skapa en flervetenskaplig miljö, ett "Institute for Advanced Studies", där forskare från olika discipliner inom och utom universitet ska kunna samarbeta för att identifiera, studera och analysera några av dagens och morgondagens problem och söka dess lösningar. 
Institutet har fått sitt namn efter Samuel von Pufendorf, som var en av Lunds universitets första professorer med betydande inflytande inte bara på sin samtid utan även på senare tids filosofer och statsmän.
Institutet kunde komma till stånd tack vare en större donation från Marianne och Marcus Wallenbergs Stiftelse och med stöd från stiftelsen Akademihemman inom Lunds Universitet.
Pufendorfinstitutet är beläget i den byggnad på Sölvegatan 2 som ursprungligen uppfördes som fysisk institution 1883-1886 och senare länge rymt Klassiska institutionen (sedermera Institutionen för antikens kultur och samhällsliv) och universitets antikmuseum. Arkitekt var Henrik Sjöström, en elev till Helgo Zettervall.
Nya forskningsprogram startas varje akademiskt år efter utlysning och beslut av institutets styrelse.